# Kubok Rossii 2018-2019 (calcio a 5)
La Coppa di Russia 2018-2019 è stata la 27ª edizione del torneo. La competizione si è giocata dal 14 settembre 2018 al 17 marzo 2019.

## Ottavi di finale
| Squadra 1       | Totale          | Squadra 2         | Andata | Ritorno |
| --------------- | --------------- | ----------------- | ------ | ------- |
| Dinamo Samara   | 5 - 5 (3-1 dcr) | Blik              | 2 - 2  | 3 - 3   |
| Gazprom Jugra   | 12 - 2          | Spartak Mosca     | 5 - 1  | 7 - 1   |
| ALGA            | 6 - 17          | KPRF Mosca        | 3 - 8  | 3 - 9   |
| Fakel           | 3 - 12          | Tjumen'           | 2 - 9  | 1 - 4   |
| Korporacija ASI | 10 - 6          | Noril'skij Nikel' | 8 - 5  | 2 - 1   |
| Nadym           | 6 - 14          | Sibirjak          | 5 - 8  | 1 - 6   |
| Orgchim         | 5 - 11          | Sinara            | 1 - 6  | 4 - 5   |
| Ukhta           | 3 - 4           | Novaja Generacija | 1 - 3  | 2 - 1   |

## Quarti di finale
| Squadra 1         | Totale | Squadra 2     | Andata | Ritorno |
| ----------------- | ------ | ------------- | ------ | ------- |
| Korporacija ASI   | 7 - 11 | Tjumen'       | 3 - 6  | 4 - 5   |
| KPRF Mosca        | 7 - 6  | Sinara        | 3 - 3  | 4 - 3   |
| Novaja Generacija | 2 - 7  | Gazprom Jugra | 1 - 5  | 1 - 2   |
| Dinamo Samara     | 10 - 5 | Sibirjak      | 4 - 2  | 6 - 3   |

## Semifinali
| Squadra 1     | Totale | Squadra 2     | Andata | Ritorno |
| ------------- | ------ | ------------- | ------ | ------- |
| KPRF Mosca    | 7 - 8  | Gazprom Jugra | 2 - 5  | 5 - 3   |
| Dinamo Samara | 3 - 7  | Tjumen'       | 2 - 3  | 1 - 4   |

## Finale
| Squadra 1 | Totale | Squadra 2     | Andata | Ritorno |
| --------- | ------ | ------------- | ------ | ------- |
| Tjumen'   | 7 - 11 | Gazprom Jugra | 3 - 3  | 4 - 8   |